# جيمس إي. بروس
جيمس إي. بروس (بالإنجليزية: James E. Bruce)‏ هو سياسي أمريكي، ولد في 17 أغسطس 1927 في موريستاون في الولايات المتحدة، وتوفي في 2 نوفمبر 2008 في هوبكينزفيل في الولايات المتحدة. حزبياً، نشط في الحزب الديمقراطي.